# Colchicum sanguicolle
Colchicum sanguicolle är en tidlöseväxtart som beskrevs av Karin Persson. Colchicum sanguicolle ingår i släktet tidlösor, och familjen tidlöseväxter. Inga underarter finns listade i Catalogue of Life.